# Klekotki (Krawczyki)
Klekotki (niem. Charlottenberg) – część wsi Krawczyki w Polsce, położona w województwie warmińsko-mazurskim, w powiecie bartoszyckim, w gminie Bartoszyce. Wchodzi w skład sołectwa Krawczyki. 
W latach 1975–1998 Klekotki administracyjnie należały do województwa olsztyńskiego.